# Pheucticus
Pheucticus este un gen de păsări din familia Cardinalidae. Habitează diverse tipuri de păduri, păduri tropicale montane și tufărișuri din cea mai mare parte a Americii de Nord până în partea central-sudică a Americii de Sud. Se hrănesc cu semințe, fructe și lăstari. Datorită cântecului lor puternic și culorii atrăgătoare, sunt capturate frecvent pentru piața păsărilor de colivie.
Genul a fost introdus de naturalistul german Ludwig Reichenbach în 1850. Specia tip a fost ulterior desemnată ca botgros cu spate negru. Denumirea genului provine din greaca veche φευκτικός - pheuktikós „timid” sau „înclinat să evite”.

## Specii
Genul conține 6 specii:
- Pheucticus chrysopeplus – botgros galben
- Pheucticus tibialis – botgros cu coada neagră
- Pheucticus chrysogaster – botgros auriu
- Pheucticus aureoventris – botgros cu spate negru
- Pheucticus ludovicianus – botgros cu piept roșu
- Pheucticus melanocephalus – botgros cu cap negru

## Galerie

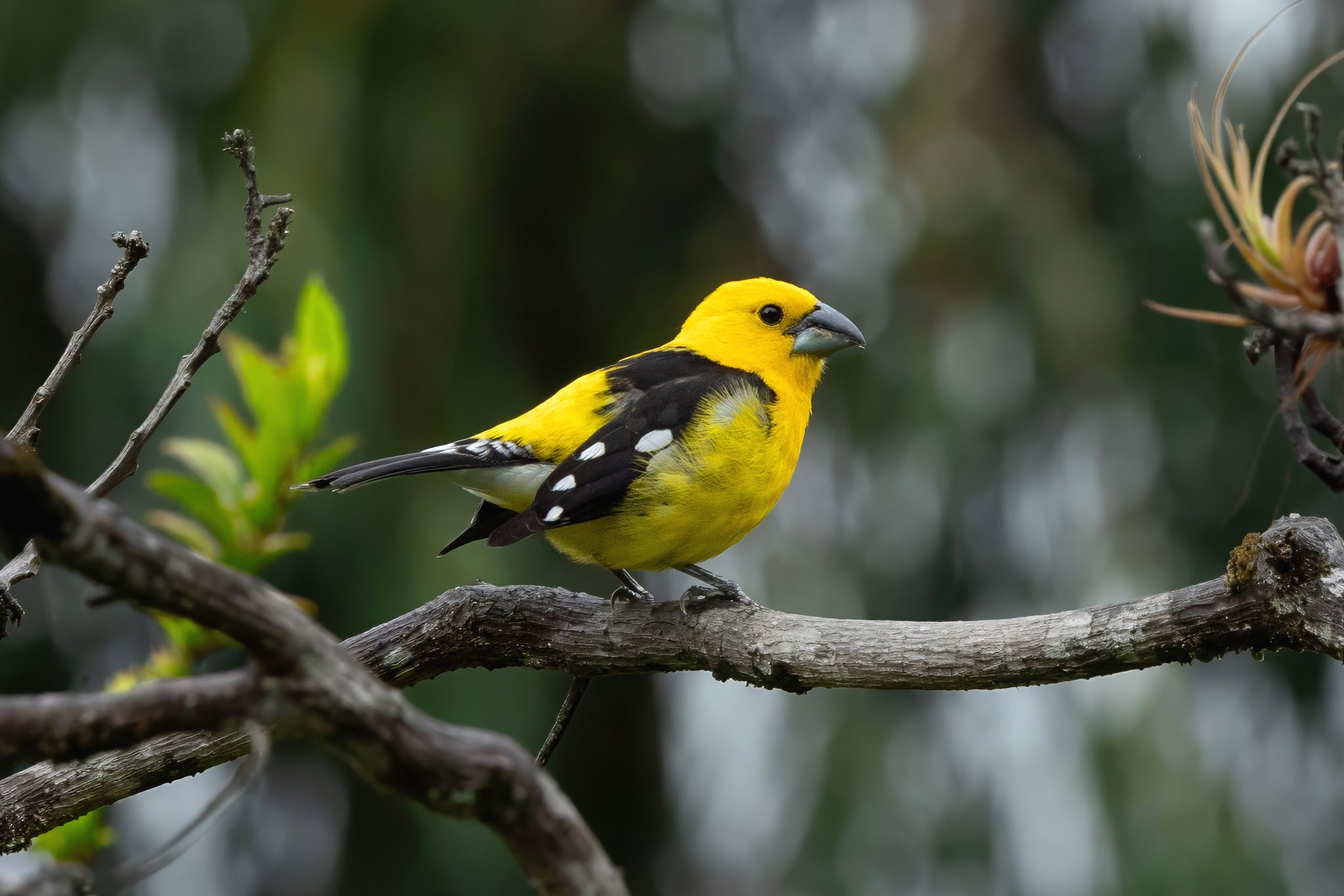
Botgros auriu
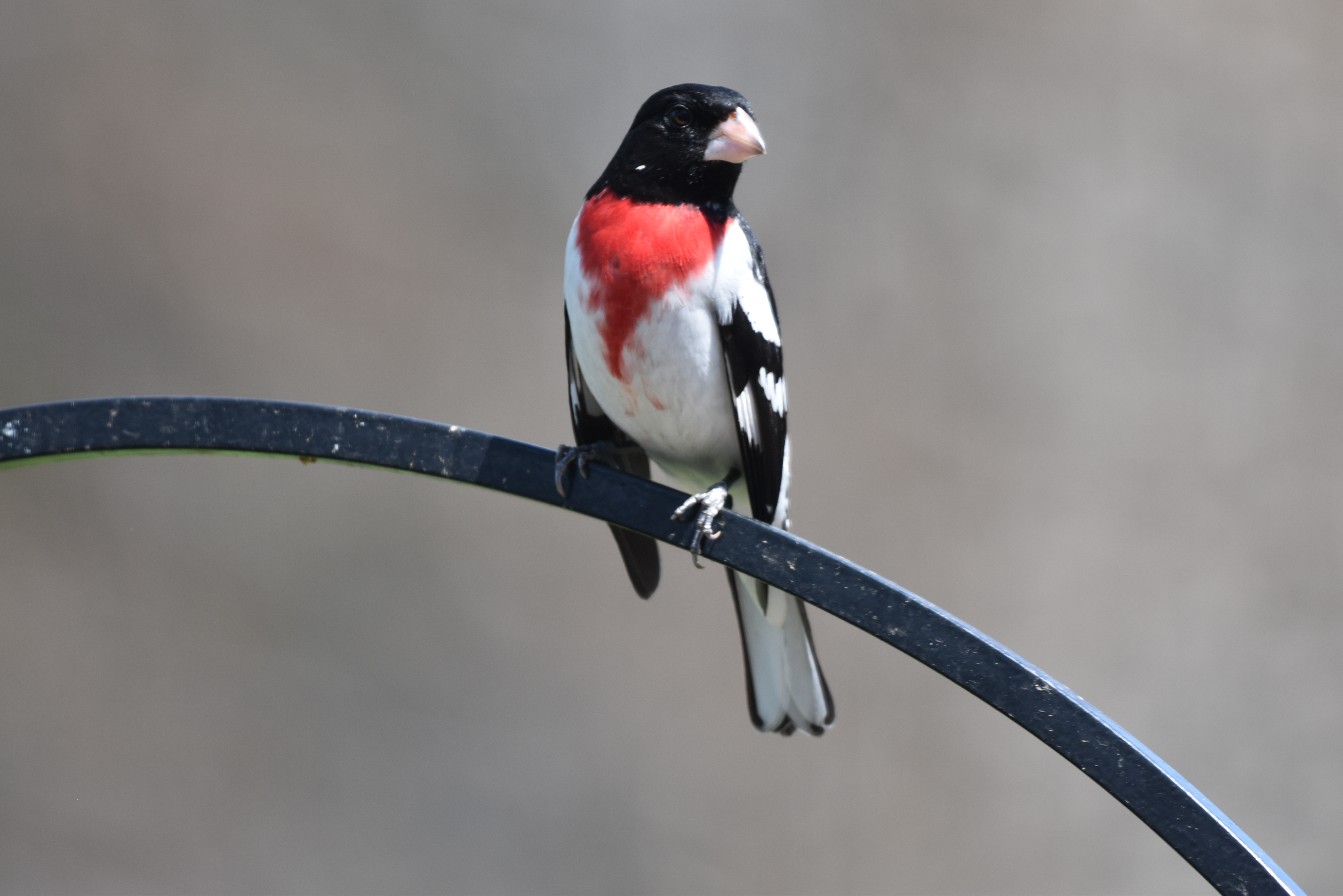
Botgros cu piept roșu
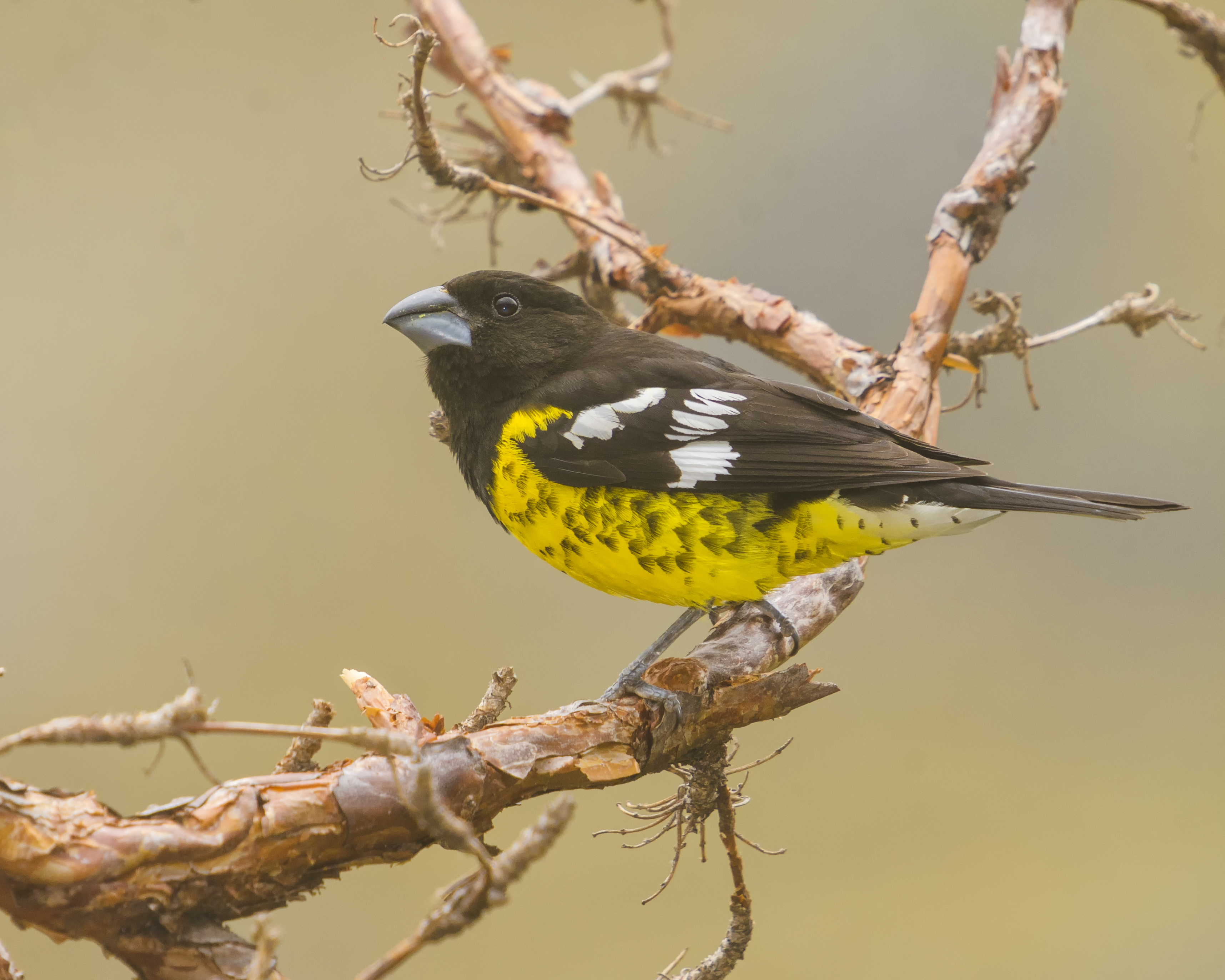
Botgros cu spate negru